# Lagoa do Taquaruçu

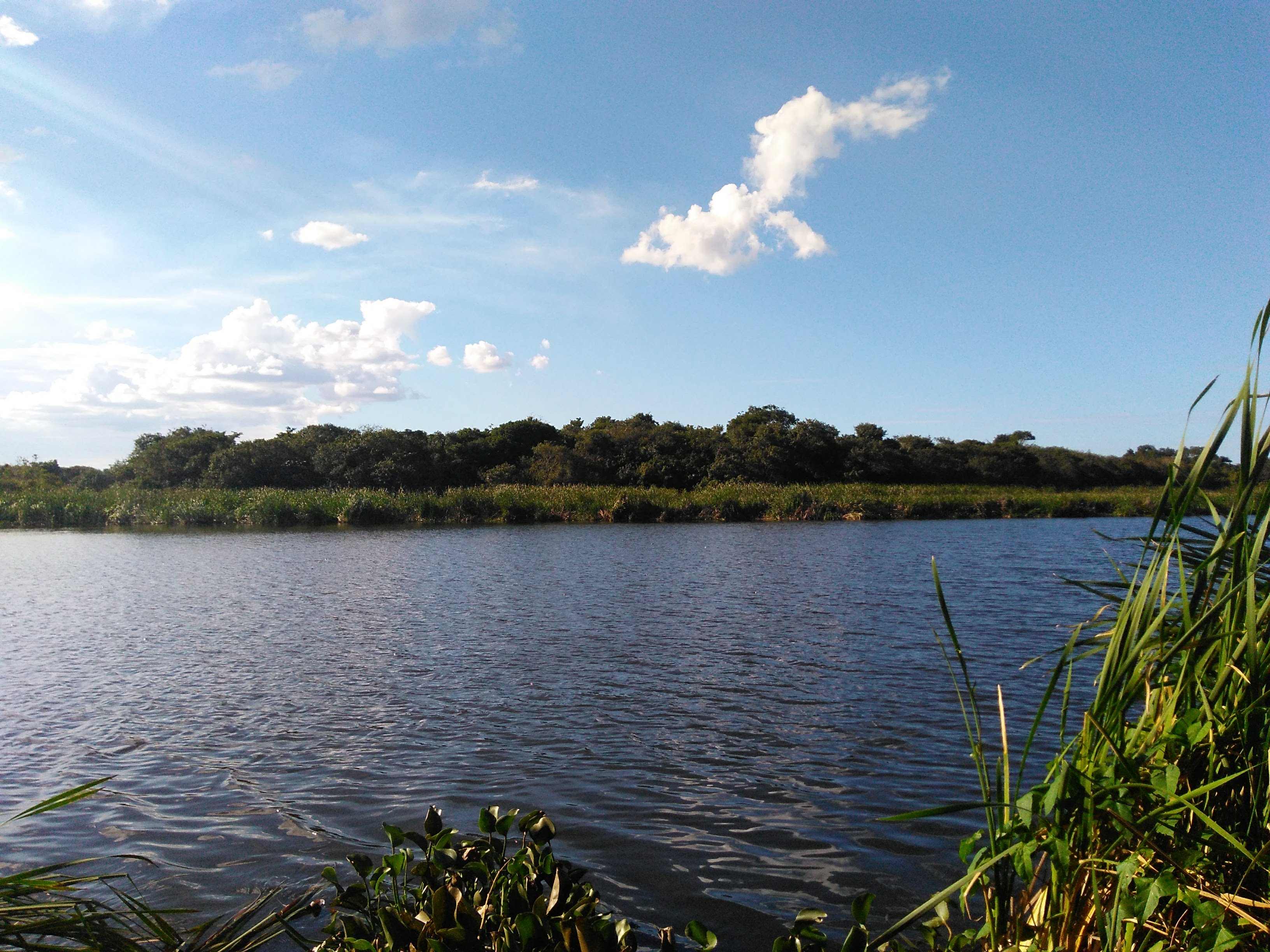
Imagem tirada da margem da Lagoa do Taquaruçu.

A Lagoa do Taquaruçu, também conhecida como Lagoa do Parque Prazeres, é uma lagoa de tabuleiro localizada dentro do perímetro urbano do município de Campos dos Goytacazes, na região norte do estado do Rio de Janeiro. Atualmente a lagoa se encontra estrangulada pelo crescimento urbano desenfreado.